# Arpocrazione di Argo
Arpocrazione di Argo (Ἁρποκρατίων) fu un filosofo medioplatonico greco antico, vissuto nella seconda metà del II secolo d.C.

## Biografia
Tutto ciò che si sa della prima parte della vita di Arpocrazione è che proveniva da Argo. Era uno studente del filosofo Attico, appartenente al platonico medio. Secondo la Suda, era un confidente (symbiōtḗs) di un imperatore; presumibilmente non fu Marco Aurelio, che altrimenti lo 
avrebbe menzionato nei Soliloqui.
Arpocrazione era stato precedentemente identificato con un grammatico omonimo che era stato insegnante dell'imperatore Lucio Vero, tuttavia questa identificazione è stata respinta da ricerche più recenti perché non è cronologicamente coerente che uno studente di Attico (fl. c. 175) sia stato insegnante di un imperatore nato nel 130.

## Opere
Delle opere di Arpocrazione sono sopravvissuti solo pochi frammenti. Nella Suda gli sono attribuite due opere: un commento alle opere di Platone in 24 libri e un lessico platonico in due libri. I frammenti provengono in gran parte dal commento a Platone. I dialoghi esposti in quest'opera includevano: Alcibiade I, Fedone, Fedro, Repubblica e Timeo.

## Dottrine
Sebbene sia stato allievo di Attico, le sue opinioni filosofiche mostrano alcune somiglianze con quelle del platonico pitagorizzante Numenio di Apamea. Come quest'ultimo, egli ipotizzò un triteismo o tre aspetti della divinità, ossia un aspetto per il dio supremo e inattivo e due aspetti per il dio creatore (Demiurgo), che considera sdoppiato in due. D'altra parte, nella controversa questione dell'eternità del mondo, come Attico, Arpocrazione rappresentò l'opinione, respinta da Numenio, secondo cui la creazione del mondo descritta nel Timeo doveva essere intesa come un processo reale nel tempo, e quindi non puramente metaforico. Come Attico, considerava il mondo come qualcosa di imperituro per volontà del Demiurgo. Come Numenio, considerava ogni incarnazione dell'anima come un male, intendendo il corpo come la fonte del male nell'anima. Attribuì l'immortalità non solo alle anime umane, ma anche a quelle degli animali.

## Importanza ed eredità
Il neoplatonico tardo antico Proclo menzionò Arpocrazione all'interno di un elenco di importanti platonici e ne criticò la teologia. Anche altri neoplatonici tardo antichi (Giamblico, Ermia, Damascio e Olimpiodoro il Giovane) e il filosofo cristiano Enea di Gaza lo menzionarono.